# Nikolaj Rosing
Peter Lars Nikolaj Rosing (* 4. April 1912 in Maniitsoq; † 16. August 1976 in Kopenhagen) war ein grönländischer Politiker, Lehrer, Übersetzer und Schriftsteller.

## Leben

### Familie
Nikolaj Rosing war der Sohn des Jägers Svend Peter Salomon Rosing (1887–1957) und seiner Frau Kirstine Karoline Cicilie Lyberth (1887–1954). Er war ein Urenkel der Hebamme Karoline Rosing (1842–1901) und ein Großneffe von Christian Rosing (1866–1944), Peter Rosing (1871–1938) und Karl Rosing (1878–?). Seine Tante Marie Karoline Jakobine Rosing (1898–1980) war mit dem Ole Petersen (1894–1979) verheiratet und Nikolaj Rosing somit ein Cousin von Hans Christian Petersen (1925–2015), Robert Petersen (1928–2021), Ricard Petersen (1931–2014) und Mariane Petersen (1937–2025). Seine Schwester Hanne (1914–?) war mit dem Schafzüchter Abel Kristiansen (1918–?) verheiratet und damit die Mutter von Benedikte Thorsteinsson (* 1950) und die Großmutter von Vittus Qujaukitsoq (* 1971), Inga Dóra G. Markussen (* 1971) und Anna Wangenheim (* 1982).

### Karriere als Lehrer
Er ließ sich an Grønlands Seminarium in Nuuk zum Lehrer ausbilden und schloss die Ausbildung 1932 ab. Danach ließ er sich bis 1934 in Dänemark weiterbilden, wo er die Gemeindeschule im Odenser Stadtteil Højby, Winthers Seminarium in Silkeborg und einen Zeichen- und Malkurs bei Peder Hald an der Højskole in Lyngby besuchte. Nach seiner Rückkehr lehrte er bis 1936 an der Efterskole in Qaqortoq und anschließend bis 1943 an der in Aasiaat. 1943 wurde er als Lehrer an Grønlands Seminarium angestellt, wo er bis 1959 blieb. Im letzten Jahr studierte er in Hillerød Højskolearbeit.
Am 24. Februar 1935 heiratete er Marie Ane Bodil Lynge (1911–2008), Tochter des Pastors Niels Lynge (1880–1965) und seiner Frau Theodora Rosing (1883–1940). Aus der Ehe gingen unter anderem die Söhne Peter Frederik Rosing (1940–2011) und Hans Pavia Rosing (1948–2018) hervor.

### Politikkarriere
1938 saß er als Vertreter für Søren Kaspersen im nordgrönländischen Landesrat. 1951 wurde er Vorsitzender des Gemeinderats der im Zuge der grönländischen Verwaltungsreform neugegründeten Gemeinde Nuuk und blieb dies bis 1955. Im Rahmen des Königsbesuch wurde er von Frederik IX. als erster Grönländer als „Bürgermeister“ bezeichnet, auch wenn sich diese Amtsbezeichnung erst später durchsetzte. 1959 rückte er für den verstorbenen Augo Lynge ins Folketing nach. Dort blieb er mit Unterbrechung von 1971 bis 1973, als Moses Olsen ihn verdrängte, bis zu seinem Tod. In den 1960er Jahren war er Mitglied im Grønlandsudvalg von 1960 und im Grønlandsrådet. Er gehörte in den 1970er Jahren dem Hjemmestyreudvalg und der Hjemmestyrekommission an, starb aber vor dem Abschluss der Kommissionsarbeit.

### Ehrenämter, schriftstellerisches Werken und Auszeichnungen
Von 1939 bis 1945 war er Vorsitzender der Versammlungshausvereinigung in Aasiaat und von 1943 bis 1958 Vorstandsmitglied der entsprechenden Vereinigung in Nuuk. Von 1955 bis 1958 war er Gründungsvorsitzender des Vereins für Tuberkulosekranke in Nuuk und zeitgleich Mitglied der Oberepidemie- und Gesundheitskommission. 1953 wurde er Mitglied und später Vorsitzender des Grönländischen Sprach- und Rechtschreibausschusses. Von 1953 bis 1957 war er Vorstandsmitglied der grönländischen Aufklärungsvereinigung. Von 1957 bis 1958 war er Aufsichtsratsmitglied bei Det Grønlandske Forlag und von 1972 bis 1973 dessen Vorsitzender. Von 1958 bis 1959 war er Mitglied im Kulturrat und der Radioverwaltung. 1960 wurde er Mitglied des grönländischen Ortsnamenausschusses. 1967 wurde er Mitglied der grönländischen Abteilung der Frauenkommission und seit 1961 war er Vorstandsmitglied der Foreningen Grønlandske Børn. Von 1972 bis 1973 war er Mitglied des Programmausschusses von Grønlands Radio. 1974 war er Aufsichtsratsvorsitzender des Dänisch-Grönländischen Kulturfonds.
1945 gab er das Rechtschreibungsbuch Kalâtdlisut agdlangneĸ („Schreiben auf Grönländisch“) heraus. 1956 gab er ein Buch über Jonathan Petersen mitheraus. Er übersetzte zudem mehrere Werke ins Grönländische, wie Gunnar Gunnarssons Die Leute von Borg, Jules Vernes Die Kinder des Kapitän Grant und Arthur Conan Doyles Der Hund von Baskerville.
1952 wurde er zum Ritter, 1964 zum Ritter 1. Grades des Dannebrogordens ernannt. Nikolaj Rosing starb 1976 im Alter von 64 Jahren. In Nuuk ist die Straße Nikolaj Rosingip Aqqutaa nach ihm benannt.